# Västerbotten Grand Prix
Västerbotten Grand Prix i långlopp är en serie för västerbottniska långdistanslöpare. I Grand Prix ingår runt 15 långlopp per år, bestående av såväl banlopp som landsvägslopp och terränglopp. Vinnare blir den som får det bästa totalresultatet.

## Grand Prix-segrare genom tiderna
- 1978: Danny Flynn, Jalles TC och Siv Larsson, IFK Umeå
- 1979: Kjell-Olov Österberg, IFK Rundvik och Birgit Bringslid, Skellefteå AIK
- 1980: Kjell Hemmyr, Jalles TC och Birgit Bringslid, Skellefteå AIK
- 1981: Kjell Hemmyr, Jalles TC och Birgit Bringslid, Skellefteå AIK
- 1982: Lars-Gunnar Skoog, IFK Umeå och Kaisa Åkesson, Hedlunda IF
- 1983: Kjell Hemmyr, Jalles TC och Lena Selin, Hedlunda IF
- 1984: Benny Isaksson, Öråns SK och Birgit Bringslid, Skellefteå AIK
- 1985: Benny Isaksson, Öråns SK och Anneli Olofsson, Skellefteå AIK
- 1986: Lars-Gunnar Skoog, Nordmalings IF och Ulrika Näslund, Dalasjö IK Framåt
- 1987: Per-Åke Sandström, Skellefteå AIK och Maria Eriksson, Skellefteå AIK
- 1988: Lars-Gunnar Skoog, IFK Umeå och Kristina Hugosson, IK Studenterna
- 1989: Lars-Gunnar Skoog, IFK Umeå och Kristina Hugosson, IK Studenterna
- 1990: Lars-Gunnar Skoog, Skellefteå AIK och Susanne Lundberg, Sandviks IK
- 1991: Lars-Gunnar Skoog, Skellefteå AIK och Susanne Lundberg, Sandviks IK
- 1992: Gaber Beraki, IK Studenterna och Kristina Hugosson, Skellefteå AIK
- 1993: Peter Ljungholm, Skellefteå IF och Kristina Hugosson, Skellefteå AIK
- 1994: Per-Åke Sandström, Skellefteå IF och Susanne Lundberg, Sandviks IK
- 1995: Mats Lundin, Skellefteå IF och Susanne Lundberg, Skellefteå IF
- 1996: Peter Ljungholm, Skellefteå AIK och Kristina Hugosson, Skellefteå IF
- 1997: Ludvig Edman, Skellefteå IF och Kristina Hugosson, Skellefteå IF
- 1998: Ludvig Edman, Skellefteå IF och Kristina Hugosson, Skellefteå IF
- 1999: Håkan Stenberg, Skellefteå AIK och Kristina Hugosson, Skellefteå IF
- 2000 Rickard Hedelin, IFK Umeå och Kristina Hugosson, Skellefteå IF
- 2001 Ludvig Ekman, IFK Umeå och Anna Rahm, Skellefteå IF
- 2002 Peter Ljungholm, Skellefteå AIK och Jenny Jansson, Kattisavans IF
- 2003 Anders Hemmyr, IFK Umeå och Pernilla Eriksson, Skellefteå IF
- 2004 Kristoffer Österlund, IFK Umeå och Pernilla Eriksson, Skellefteå IF
- 2005 Kristoffer Österlund, IFK Umeå och Karin Harnesk, Skellefteå IF
- 2006 Andreas Brodin, IKSU Friidrott och Jenny Jansson, Kattisavans IIF
- 2007 Kristoffer Österlund, IFK Umeå och Jenny Jansson, Kattisavans IF
- 2008 Kristoffer Österlund, IFK Umeå och Jenny Jansson, Kattisavans IF
- 2009 Kristoffer Österlund, IFK Umeå och Jenny Jansson, Kattisavans IF

- 2010 Kristoffer Österlund, IFK Umeå och Jenny Jansson, Kattisavans IF
- 2011 Kristoffer Österlund, IFK Umeå och Jenny Jansson, Kattisavans IF
- 2012 Kristoffer Österlund, IFK Umeå och Jenny Jansson, Kattisavans IF
- 2013 Thomas Edström, Jalles TC och Malin Skoog, IFK Umeå
- 2014 Kristoffer Österlund, IFK Umeå och Malin Skoog, IFK Umeå
- 2015 Thomas Edström, Jalles TC och Malin Skoog, IFK Umeå
- 2016 Thomas Edström, Jalles TC och Jenny Wikedal, IFK Umeå
- 2017 Jonathan Björnberg, Skellefteå AIK och Malin Skoog, IFK Umeå
- 2018 Thomas Edström, Jalles TC och Malin Skoog, IFK Umeå
- 2019 Rikki Frederiksen, IFK Umeå och Charlotte Andersson, IFK Umeå
- 2020 Jacob Joh, IFK Umeå och Charlotte Andersson, IFK Umeå

## Externa sidor
- Slutställning för varje år